# Show and Prove
Albums de Wiz Khalifa
Deal or No Deal
(2009)
Show and Prove est le premier album studio de Wiz Khalifa, sorti le 25 septembre 2006.

## Liste des titres
| No  | Titre                                                                                | Contient un (des) sample(s) de                    | Durée |
| --- | ------------------------------------------------------------------------------------ | ------------------------------------------------- | ----- |
| 1.  | Intro (Produit par I.D. Labs)                                                        | Forever More d'Enchantment                        | 1:42  |
| 2.  | Pittsburgh Sound (Produit par The Resource)                                          | Happy Song des Dynamic Superiors                  | 3:32  |
| 3.  | Bout Mine (Produit par Nesia Beatz)                                                  |                                                   | 4:22  |
| 4.  | I Choose You (Produit par I.D. Labs)                                                 | I Choose You de Willie Hutch                      | 3:44  |
| 5.  | Damn Thing (Produit par I.D. Labs et Juliano)                                        | It's a Damn Shame de Johnny « Guitar » Watson     | 3:58  |
| 6.  | Keep the Conversation (featuring Boaz – Produit par Juliano)                         | Leave a Tender Moment Alone de Billy Joel         | 4:09  |
| 7.  | Stay in Your Lane (Produit par Black Czer)                                           |                                                   | 3:42  |
| 8.  | Stand Up (featuring Chevy Woods – Produit par Juliano)                               | I Loved and I Lost des Impressions                | 3:46  |
| 9.  | Too Late (Produit par Juliano)                                                       | Stop, Look, Listen (To Your Heart) des Stylistics | 4:50  |
| 10. | I'm Gonna Ride (Produit par I.D. Labs)                                               |                                                   | 3:24  |
| 11. | Gotta Be a Star (Remix) (featuring Johnny Juliano et S. Money – Produit par Juliano) |                                                   | 4:33  |
| 12. | Let 'Em Know (Produit par I.D. Labs)                                                 |                                                   | 3:43  |
| 13. | Sometimes (featuring Vali Porter – Produit par Champ Super et I.D. Labs)             |                                                   | 4:21  |
| 14. | Locked & Loaded (featuring Chevy Woods – Produit par Black Czer)                     |                                                   | 3:58  |
| 15. | Burn Somethin' (Produit par Juliano)                                                 |                                                   | 3:50  |
| 16. | Crazy Since the 80's (Produit par Juliano)                                           |                                                   | 4:41  |
| 17. | History in the Making/Never Too Late (Produit par I.D. Labs)                         | Only Time Will Tell d'Asia                        | 7:07  |